# Ceratagallia curta
Ceratagallia curta är en insektsart som beskrevs av Paul W. Oman 1933. Ceratagallia curta ingår i släktet Ceratagallia och familjen dvärgstritar. Inga underarter finns listade i Catalogue of Life.